# Canabas
Joseph Gengenbach  dit Canabas est un maître ébéniste du XVIIIe siècle, né en 1715, mort le 11 janvier 1797 à Paris.
Il est reçu Maître en 1766.

## Biographie
Fils d'un artisan du métier, probablement originaire du margraviat de Bade et qui travaillait en Alsace du temps de Louis XV.
À Paris, il épouse en 1745 Marie-Reine Parmentier, fille d'un confrère, et s'établit en suite rue de Charonne comme ouvrier privilégié du Faubourg Saint-Antoine.
Ses talents furent employés à cette époque par des marchands fameux, comme Pierre Migeon et Jean-François Oeben, auxquels il vendait notamment des « bureaux en limaçon », des « écrans à secrétaire » et des tables démontables pour servir en voyage et aux armées. Canabas s'était fait une spécialité de ces meubles fantaisie, qu'il continua à produire en grand nombre après avoir gagné la maîtrise le 1er avril 1766…
L'importance croissante de ses affaires l'amena bientôt à prendre un atelier plus considérable dans la grande rue du Faubourg, vis-à-vis de la rue Saint-Nicolas.
Pendant la Révolution, Canabas réussit non sans peine à sauver sa maison, qui était devenue très prospère lorsqu'il succomba sous le Directoire. 
Canabas était spécialisé dans les petits meubles, presque tous en acajou.
Le nombre de meubles menus et soignés qu'il a produit est considérable. Il n'a abordé que très exceptionnellement les grandes productions : armoires, commodes, secrétaires, etc.
La manière de Joseph Canabas, est très particulière. Il a employé des bois d'acajou d'une qualité exceptionnelle, d'une admirable couleur, d'un grain très serré et ils se distingue dans la perfection de leur ébénisterie.

## Son estampille
Estampille de CANABAS reçu Maître en 1766 Époque Louis XVI. 

## Sa cote
- paire de rafraîchissoirs en acajou vendue 21800 € le 20 janvier 2022 dans une vente aux enchères à Mâcon

## Musées
- Musée Nissim-de-Camondo 63 rue de Monceau Paris (table rafraîchissoir)
- Musée Jacquemart-André - Table mécanique